# Eisenbahnunfall von Ottersberg
Bei dem Eisenbahnunfall von Ottersberg fuhr am 30. Dezember 1906 im Bahnhof Ottersberg, Königreich Preußen (heute: Niedersachsen), ein Schnellzug in einen Güterzug. Acht Menschen starben.

## Ausgangslage
Der Eilgüterzug Nr. 5010, der überwiegend Schlachtvieh transportierte, war auf der Bahnstrecke Hamburg–Osnabrück in südwestlicher Richtung unterwegs. Im Bahnhof Ottersberg sollte er auf ein Ausweichgleis fahren, damit der folgende Nachtschnellzug D 96 von Hamburg nach Köln ihn überholen konnte. Der Schnellzug war stark besetzt und wurde von zwei Dampflokomotiven gezogen. Ihnen folgte ein Bahnpost- und ein Gepäckwagen. In dem Bahnpostwagen waren 14 Postbeamte mit dem Sortieren der Post beschäftigt. In dem Bahnpostwagen wurde auch eine große Menge von Geld und Wertpapieren transportiert, die zum Jahresende noch an den Börsen von London, Antwerpen, Brüssel und Paris in den Handel kommen sollten. Deren Wert wurde mit zehn bis zwanzig Millionen Mark veranschlagt. Es war sehr kalt, die Sicht war schlecht und es herrschte in weiten Teilen Deutschlands dichter Nebel, als der Schnellzug sich durch die Niederung der Wümme dem Bahnhof Ottersberg näherte.
Die Einfahrtsweiche in das Ausweichgleis am Stellwerk 1 war eingefroren, die Einfahrt dorthin aus Richtung Hamburg nicht möglich. Der Fahrdienstleiter gab daraufhin Anweisung, den Güterzug auf dem Durchfahrgleis bis ans andere Ende des Bahnhofs zu ziehen und von dort in das Ausweichgleis zurück zu drücken. Um diese Rangierfahrt sicher durchführen zu können, gebot das Einfahrsignal des Bahnhofs Ottersberg in Richtung Hamburg „Halt“ und das dazu gehörige Vorsignal „Halt erwarten“. Außerdem stand das Ausfahrsignal des Bahnhofs Ottersberg in Richtung Köln auf „Halt“. Der Güterzug führte, so gesichert, die Rangierfahrt durch.

## Unfallhergang
Der Lokomotivführer der Vorspannlokomotive des Schnellzuges übersah alle Signale und fuhr mit unverminderter, hoher Geschwindigkeit. Er starb bei dem folgenden Unfall, so dass er nicht mehr befragt werden konnte. Der Lokomotivführer der zweiten Lokomotive nahm die Signale auch nicht wahr und sagte anschließend aus, dass er durch die schlechte Sicht desorientiert gewesen sei und nicht mehr wusste, wo er sich auf der Strecke befand. Der Schnellzug durchfuhr den Bahnhof Ottersberg und traf den Güterzug, der noch nicht vollständig in das Ausweichgleis hinein geschoben war, gegen 1 Uhr früh in der Flanke.

## Folgen

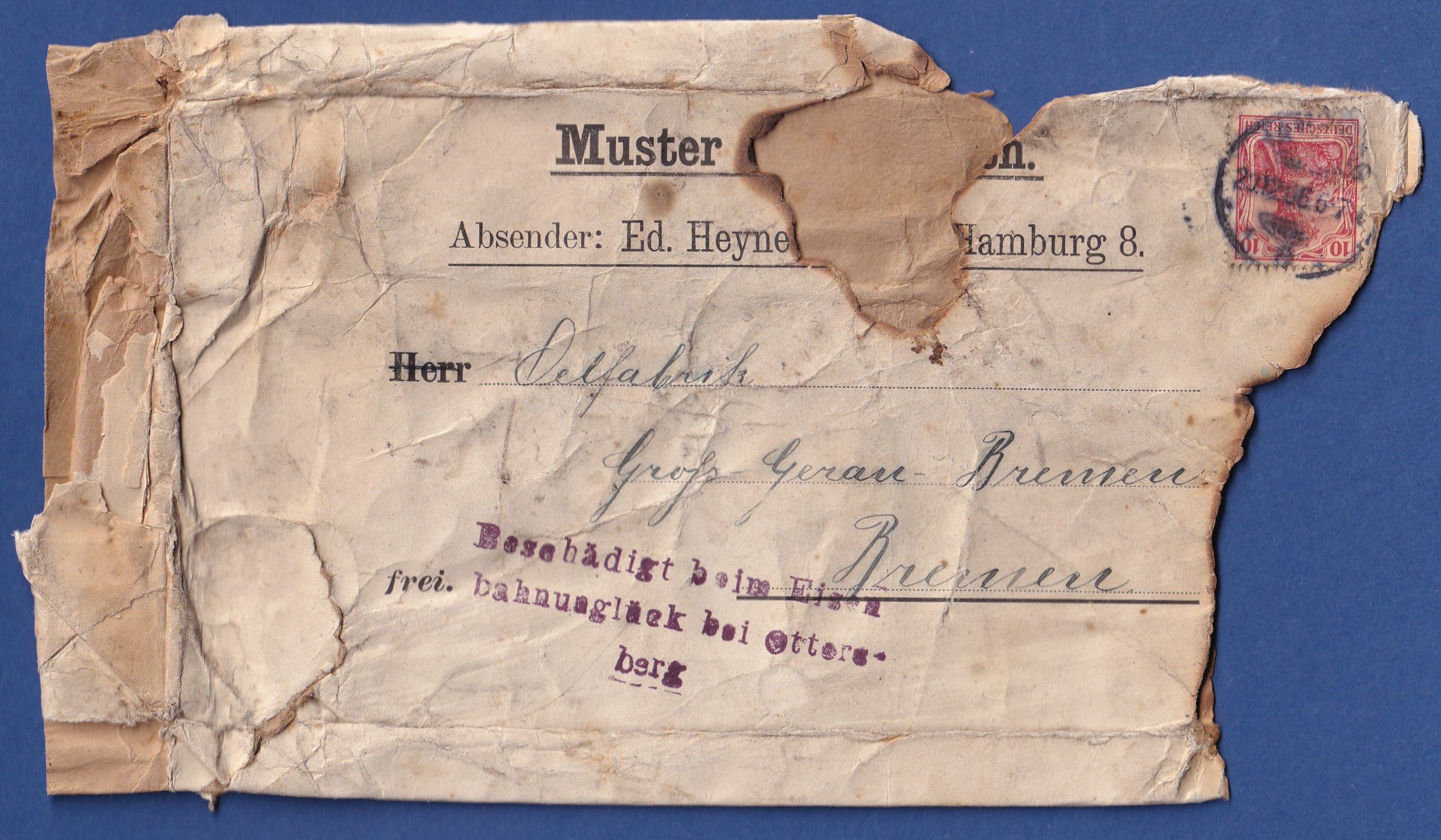
Beim Unfall beschädigte Postsendung

Acht Menschen starben, 20 wurden darüber hinaus schwer verletzt. Bei den Opfern handelte es sich überwiegend um Postbeamte, die in dem Bahnpostwagen gearbeitet hatten. Die Verletzten wurden zunächst in örtlichen Gasthäusern versorgt, anschließend in das Krankenhaus St. Georg in Hamburg gebracht. Unter diesen Verletzten befanden sich auch zwei von der Hamburger Kriminalpolizei gesuchte Betrüger, die sich mit einer Beute von 200.000 Mark auf der Flucht befanden. Sie wurden noch im Krankenhaus von der Polizei festgenommen. Etwa 70 Tiere aus dem Güterzug waren sofort tot. Die zahlreich verletzten Tiere wurden von örtlichen Metzgern notgeschlachtet. Das Fleisch wurde noch an der Unfallstelle versteigert.
Beide Lokomotiven, der Gepäck- und der Bahnpostwagen wurden vollständig zerstört, fast alle übrigen Wagen des Schnellzuges beschädigt. Sie hatten sich zum Teil übereinander geschoben. Die Trümmer fingen an zu brennen, darunter auch die des Bahnpostwagens. Dabei verbrannten auch die transportierten Wertpapiere und ein Teil der Post. Über die vernichteten Wertpapiere wurde eine Sperrfrist verhängt, anschließend wurden sie neu ausgestellt. Hilfszüge aus Hamburg, Kiel und Bremen kamen für die Bergungsarbeiten zum Einsatz.